# Cambre (La Corogne)
Pour les articles homonymes, voir Cambre (homonymie).
Cambre est une commune de la province de La Corogne en Espagne située dans la communauté autonome de Galice.